# Ézéchiel Ndouassel
Pour les articles homonymes, voir Ézéchiel (homonymie).
Ézéchiel Ndouassel   (né le 22 avril 1988 à N'Djamena) est un footballeur tchadien. Il mesure 1,92 m et évolue au poste d'attaquant.

## Biographie
Il commence sa carrière au centre Don Bosco (un centre culturel et sportif où son grand frère aura laissé des traces dans l'équipe A). Il sera ensuite repéré par AS-Cotontchad de Ndjaména et Tourbillon FC et finit par s'engager avec ce dernier (qu'il considère comme meilleur tremplin pour sa carrière de professionnel).
Cet attaquant tchadien s'inspire du jeu de ses ainés, professionnels en France, tels que Japhet N'Doram. L'ancien international, dans une interview, dira de lui qu'il a toutes les qualités pour devenir un meilleur joueur.
Après avoir joué au Tourbillon FC Ndjamena et au MC Oran, il s'engage avec le club USM Blida. 
En 2009, il vient de renforcer les rangs de la formation algérienne de l'USM Blida (contrat d'une durée de 3 ans). Le 9 janvier 2011, il signe en faveur du Club africain.

### Club africain
Il marque son premier but officiel lors de son premier match, contre le APR Rwanda, à la suite d'une passe de Youssef Mouihbi. Il continue sur sa lancée en inscrivant son deuxième but, sous ses nouvelles couleurs, de la tête face au Zamalek SC.
Le mois de mai 2012 est le mois des records : il marque 7 buts sur 3 matchs (un en championnat et deux en coupe d'Afrique). C'est le seul joueur à avoir marqué deux hat-tricks en deux matchs consécutifs à Radès et le seul joueur du club africain à avoir marqué deux hat-tricks en deux matchs, un de championnat et un en coupe d’Afrique.
En janvier 2014, il fait son retour avec le club Africain. Il inscrit 3 buts en 11 matches. 

### CS sfaxien
Il a rejoint le club tunisien CS sfaxien en signant un contrat de 2 ans au mercato estival 2015.